# Evarist Fàbregas i Pàmies

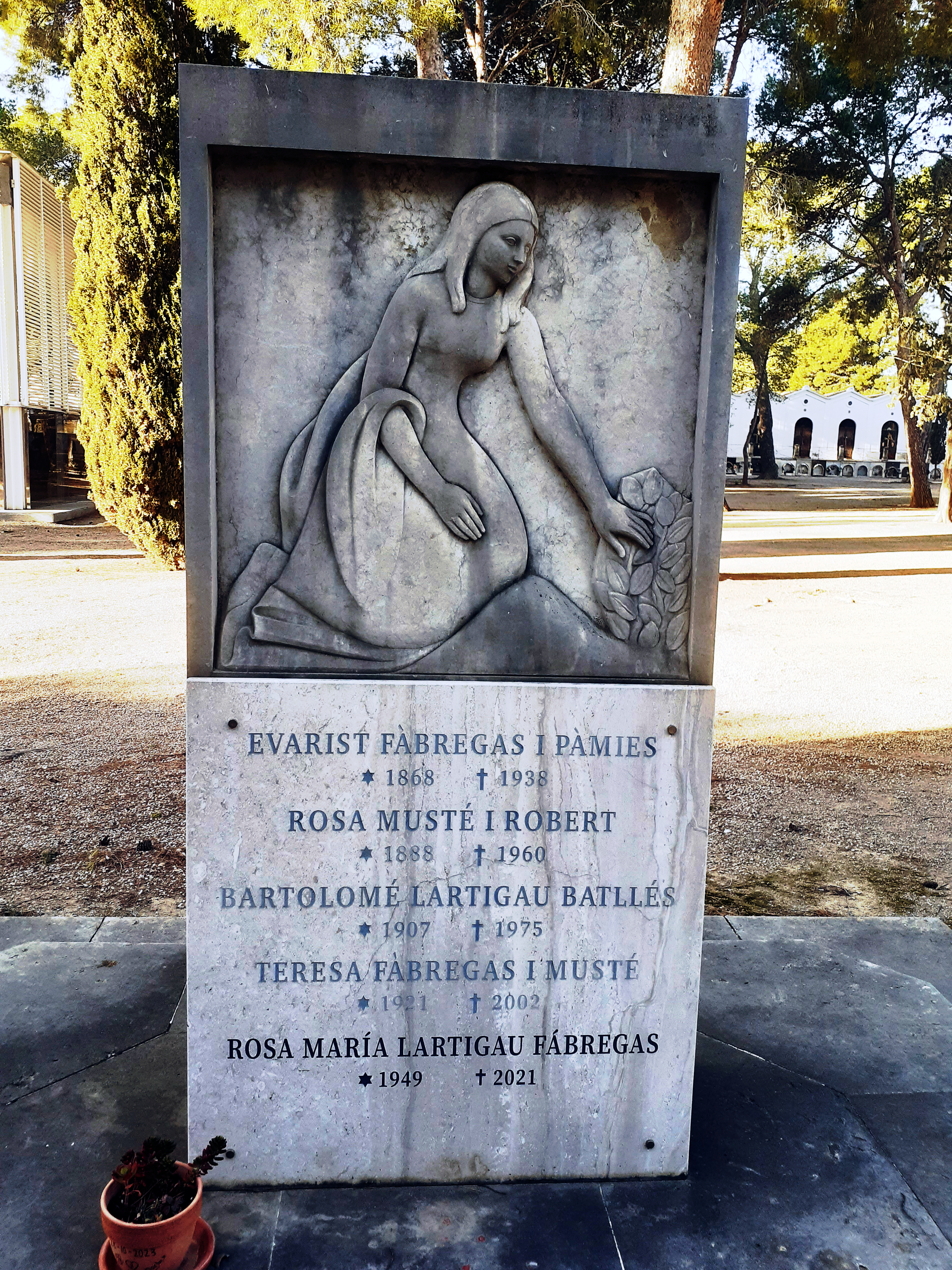
Estela Funerària a la tomba d'Evarist Fàbregas, obra de l'escultor Joan Rebull el 1960, al cementiri de Reus.

Evarist Fàbregas i Pàmies (Reus, 11 de febrer de 1868 - Barcelona, 18 de novembre de 1938) va ser un polític republicà i catalanista així com empresari i banquer.
De família humil va tenir una formació autodidacta. Va treballar com a agent de duanes a Tarragona i Reus. Amb la neutralitat espanyola durant la I Guerra Mundial Fàbregas va iniciar negocis d'exportació de vi i fruits secs. Va ser soci de l'empresa de transports i obres públiques Folch i Fàbregas, i també de la naviliera Fàbregas, Garcia i Mallol, amb Macià Mallol i Pere Garcia. Després es va instal·lar a Barcelona per engegar el 1917 una entitat bancària amb Eduard Recasens: la societat regular col·lectiva Fàbregas i Recasens SRC. El 1920 l'empresa es va convertir en el Banc de Catalunya, del qual Fàbregas en fou el primer president i director; tot i que foren Eduard Recasens i el seu germà Francesc els que en gestionaren les operacions principalment.
Militant del Partit Federal des de 1890, i president local del Centre Republicà Democràtic Federal des del 1899, va ser diputat provincial per la formació de Pi i Margall entre el 1901 i el 1904. Va ser el primer president del Foment Nacionalista Republicà, i dirigí, gairebé durant deu anys, el periòdic Foment. Fàbregas va protagonitzar un fet insòlit en ser ell, un banquer, qui proclamés la II República en prendre possessió de l'alcaldia de Reus. Poc després de les eleccions del 12 d'abril els activistes de la ciutat l'escolliren com a president de la junta revolucionària local i anaren a ocupar l'edifici consistorial, sense exercir cap violència. Durant un breu període va exercir d'alcalde de Reus el 1931. en representació d'Esquerra Republicana de Catalunya.
El 1931 el Banc de Catalunya va fer fallida a causa de la retirada sobtada dels fons que hi tenia la petroliera CAMPSA, i això va arrossegar el Banc de Reus, filial seva. Com a conseqüència, Fàbregas va presentar la dimissió com a alcalde i va ser substituït per Antoni Martí Bages, d'Acció Catalana.
A Reus va fer construir com a habitatge la Casa Fàbregas a l'arquitecte Josep Simó i Bofarull, que va restaurar també per a Fàbregas el Mas dels Frares. Va fer reformar una antiga masia del segle xviii per a convertir-la en una residència senyorial al camp, el Mas del Plana, avui convertit en el Sanatori de Villablanca. Per aquella partida de terra, la Vinadera, havia comprat i arreglat també el Mas del Larrard Nou.

## Filantropia
Fàbregas fou un dels principals filantrops de Reus, ja que feu diverses donacions en benefici de la cultura. Entre les més importants destaca la donació de l'edifici social al Centre de Lectura de Reus, un palauet al nucli de la ciutat que havia comprat als marquesos de Tamarit i que l'entitat cultural en va prendre possessió el 1921, i de l'Institut de Puericultura de Reus.
A Barcelona, el 1917 Fàbregas va dotar del finançament necessari per començar l'empresa teatral de Josep Canals que esdevindria la més estable del teatre català dels anys vint actuant al Teatre Romea.
Una placa i un bust el recorda a les escales d'accés a la biblioteca del Centre de Lectura. La ciutat de Reus li ha dedicat un carrer i una plaça